# Рейман, Иван Иванович
Иван Иванович Рейман (1850—1903) — генерал-майор русской императорской армии.

## Биография
Родился 30 августа (11 сентября) 1850 года.
Окончил 2-е военное Константиновское училище и в 1871 году подпоручиком по армейской пехоте был прикомандирован к лейб-гвардии 1-му стрелковому батальону. Через год зачислен туда прапорщиком. В 1877 году был переведён в лейб-гвардии запасной стрелковый батальон, где прослужил год, и снова возвратился в лейб-гвардии 1-й стрелковый батальон. В 1878 году произведён в капитаны, в 1884 году — в полковники. В 1885 году был назначен Павлоградским уездным воинским начальником. В 1887—1894 годах командовал 6-м стрелковым батальоном, переформированным в 1889 году в полк. В 1894—1899 годах был командиром 118-го пехотного Шуйского полка. В сентябре 1899 года был произведён в генерал-майоры с назначением командиром 2-й бригады 35-й пехотной дивизии, но не успел отправиться к новому месту службы, как был перемещён на такую же должность в 30-ю пехотную дивизию. С 6 марта 1900 года — начальник 64-й пехотной резервной бригады, штаб которой располагался в Темир–Хан-Шуре (Дагестан).

## Награды
- орден Св. Анны 3-й ст. (1879)
- орден Св. Станислава 2-й ст. (1882)
- орден Св. Анны 2-й ст. (1885)
- орден Св. Владимира 4-й ст. (1893)
- орден Св. Владимира 3-й ст. (1896)

## Семья
Был дважды женат. От первого брака имел пятерых детей: сыновья Владимир и Георгий были офицерами: дочери — Нина, Наталья и Мария (или Марина).
В 1900 году женился на Елизавете Дмитриевне Далматовой (1870—1942). У них родилась дочь Ирина (1902—1946).